# Henry Fonda
Henry Jaynes Fonda (Grand Island, 16 mei 1905 – Los Angeles, 12 augustus 1982) was een Amerikaans film- en televisieacteur.

## Loopbaan
Fonda maakte zijn Hollywooddebuut in 1935, maar was al eerder te zien in Broadwayproducties. Zijn carrière kwam in de jaren 40 op gang nadat hij genomineerd werd voor een Academy Award voor zijn rol in de film The Grapes of Wrath. In de daaropvolgende jaren speelde hij grote rollen in klassiekers als The Ox-Bow Incident, Mister Roberts en Twelve Angry Men. In zijn latere jaren speelde hij zowel grote rollen (Once Upon a Time in the West), als lichtere rollen (Yours, Mine and Ours). In 1981, een jaar voor zijn overlijden, was hij samen met Katharine Hepburn en zijn dochter Jane Fonda te zien in de film On Golden Pond. Zowel Fonda als Hepburn kregen een Oscar voor hun acteerprestaties in deze film.
In 1999 werd hij door het American Film Institute op de zesde plaats gezet van de 50 grootste filmlegendes.

## Privéleven
Fonda was de vader van de acteurs Jane Fonda (1937) en Peter Fonda (1940–2019) en de grootvader van actrice Bridget Fonda (1964). 
Op 12 augustus 1982 overleed Fonda op 77-jarige leeftijd in zijn huis in Los Angeles aan een hartziekte. Zijn vrouw Shirlee en zijn kinderen waren bij hem. Fonda leed ook aan prostaatkanker, maar dit heeft zijn dood niet rechtstreeks veroorzaakt en werd alleen opgemerkt als een gelijktijdige aandoening.